# Red Star OS
Red Star OS (tiếng Triều Tiên: 붉은별; McCune–Reischauer: Pulgŭnbyŏl) là một hệ điều hành dựa trên nền tảng Linux dành riêng cho các máy tính ở Triều Tiên. Trước khi được phát triển, các máy tính ở Triều Tiên sử dụng Redhat Linux và phiên bản tiếng Anh của Microsoft Windows. Tính đến năm 2010, Red Star OS đã phát hành phiên bản 2.0. Đến mùa hè 2013 phiên bản 3.0 được phát hành. Hệ điều hành này chỉ có phiên bản tiếng Triều Tiên, nội địa hóa với hệ thống thuật ngữ và chính tả Cộng hòa Dân chủ Nhân dân Triều Tiên, mặc dù cũng có phương pháp không chính thức để đổi ngôn ngữ của môi trường desktop sang tiếng Anh. 

## Chi tiết kỹ thuật
Dựa trên môi trường Desktop KDE 3.x, Red Star OS tích hợp một trình duyệt được chỉnh sửa từ Mozilla Firefox và được đổi tên thành Naenara dùng để duyệt trang Naenara, một cổng thông tin trên intranet của Triều tiên được biết đến với tên Kwangmyong. Naenara đi kèm với hai công cụ tìm kiếm. Phần mềm khác bao gồm một trình soạn thảo văn bản, một e-mail client, trình phát âm thanh và video, và các trò chơi. Phiên bản 3, giống những bản tiền nhiệm, chạy Wine, một phần mềm giúp các chương trình Windows có thể chạy trên Linux.
Red Star OS 3.0, giống những bản tiền nhiệm, chạy một desktop KDE 3. Tuy nhiên, phiên bản 3.0 có giao diện trông rất giống macOS của Apple, trong khi các phiên bản trước gần giống với Windows XP hơn; Nhà lãnh đạo Triều Tiên hiện tại Kim Jong-un đã được nhìn thấy với một chiếc iMac trên bàn của ông trong một bức ảnh năm 2013, cho thấy khả năng liên hệ với việc thiết kế lại.

## Phương tiện truyền thông chú ý

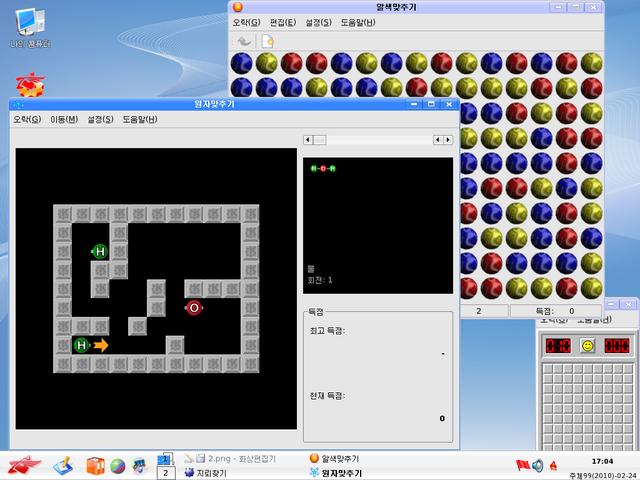
Một số game tích hợp trong phiên bản 2.0 của Red Star OS

Một tờ báo tiếng Nhật có chi nhánh tại Triều tiên có tên Choson Sinbo đã phỏng vấn hai lập trình viên tham gia Red Star OS trong tháng 6 năm 2006. Trong tháng 2 năm 2010, một sinh viên quốc tế người Nga tại Đại học Kim Il-sung ở Bình Nhưỡng, mua một bản sao và đưa một bài giới thiệu lên tài khoản LiveJournal của mình; Đài truyền hình Nga RT sau đó chọn bài của LiveJournal và dịch nó sang tiếng Anh. Các blog công nghệ tiếng Anh, bao gồm Engadget và Osnews, cũng như báo chí Hàn Quốc như Yonhap, sau đó đã đang lại nội dung bài báo. Cuối năm 2013, Will Scott, người đã đến thăm Đại học Khoa học và Kỹ thuật Bình Nhưỡng, đã mua một bản sao của phiên bản 3 từ một nhà bán lẻ của KCC ở phía nam Bình Nhưỡng, và tải ảnh chụp màn hình lên internet.
Năm 2015, hai nhà nghiên cứu người Đức phát biểu tại Chaos Communication Congress đã mô tả hoạt động nội bộ của hệ điều hành. Chính phủ Cộng hòa Dân chủ Nhân dân Triều Tiên muốn theo dõi thị trường ngầm của các ổ flash USB được sử dụng để trao đổi phim, nhạc và văn bản nước ngoài, vì vậy hệ thống đã gắn watermarks lên tất cả các file trên phương tiện di động gắn vào máy tính.

## Lịch sử

### Phiên bản 1.0

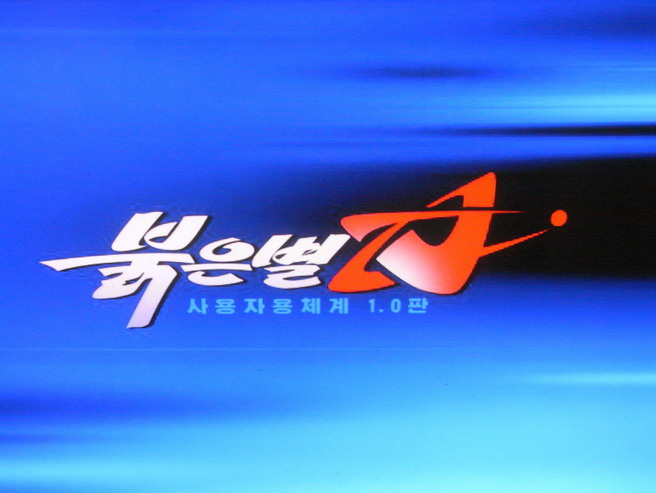
Màn hình khởi động của Red Star 1.0

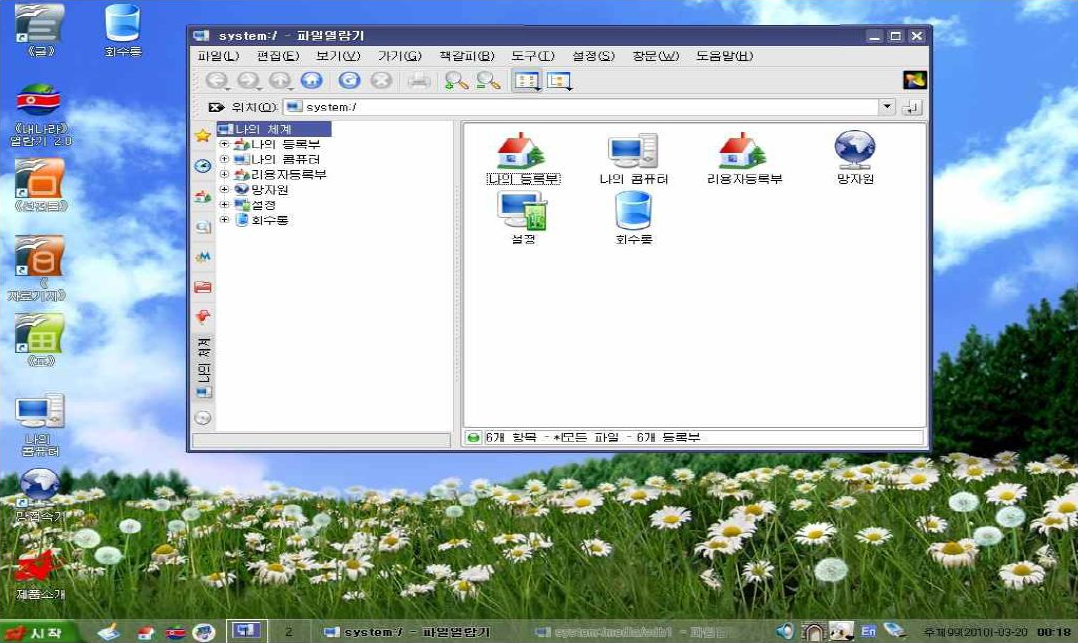
Desktop của Red Star 1.0 và trình quản lý file mặc định

Phiên bản đầu tiên xuất hiện vào năm 2008. Nó rất gợi nhớ đến hệ điều hành Windows XP.
Nó có trình duyệt web "Naenara", dựa trên Mozilla Firefox, và một bộ ứng dụng văn phòng dựa trên Open Office, được gọi là "Uri 2.0". Wine cũng có sẵn.
Cho đến nay, không có bản sao đã bị rò rỉ trực tuyến. Ảnh chụp màn hình của hệ điều hành đã được KCNA chính thức công bố và được các trang tin của Hàn Quốc tìm thấy.

### Phiên bản 2.0
Việc phát triển phiên bản 2.0 bắt đầu vào tháng 3 năm 2008 và được hoàn thành vào ngày 3 tháng 6 năm 2009. Giống như phiên bản trước, nó dựa trên sự giao diện của Windows XP và có giá 2000 won Triều Tiên (khoảng US$15).
Trình duyệt internet "Naenara" cũng được bao gồm trong phiên bản này. Trình duyệt được phát hành vào ngày 6 tháng 8 năm 2009, là một phần của hệ điều hành và có giá 4000 won Triều Tiên (khoảng 28 đô la Mỹ).
Hệ điều hành sử dụng bố cục bàn phím đặc biệt khác nhiều so với bố cục tiêu chuẩn của Hàn Quốc.

### Phiên bản 3.0
Phiên bản 3.0 được giới thiệu vào ngày 15 tháng 4 năm 2012 và trông giống như các hệ thống MacOS. phiên bản mới hỗ trợ cả IPv4 và IPv6.
Hệ điều hành được cài đặt sẵn một số ứng dụng theo dõi người dùng - nếu người dùng cố gắng vô hiệu hóa các chức năng bảo mật, hệ điều hành thường khởi động lại trong các vòng lặp liên tục hoặc tự hủy. Ngoài ra, một công cụ tạo wartermark được tích hợp vào hệ thống đánh dấu tất cả nội dung phương tiện bằng số sê-ri của ổ cứng. Điều này giúp chính quyền Cộng hòa Dân chủ Nhân dân Triều Tiên có thể theo dõi sự lây lan của các file. Hệ thống này cũng có một phần mềm "diệt virus" ẩn có khả năng loại bỏ các file bị kiểm duyệt được lưu trữ từ xa bởi dịch vụ bí mật của Triều Tiên. Có một nhóm người dùng được gọi là "quản trị viên" trong hệ điều hành. Tuy nhiên, người dùng không thể có quyền truy cập hệ thống đầy đủ, ngay cả khi họ là quản trị viên, vì các lệnh như sudo và su không khả dụng. Mặc dù vậy, một số người dùng sử dụng Red Star OS trên Internet cho rằng việc truy cập vào quyền quản trị trên máy là có thể thông qua một số phương pháp và khai thác lỗ hổng.

### Phiên bản 4.0
Rất ít thông tin được biết về phiên bản 4.0.
Cuối năm 2017, người ta đã biết rằng Red Star 4.0 tồn tại và đang được thử nghiệm thực tế. Một biến thể server của phiên bản 4.0 dường như hiện đang được sử dụng trên trang web của hãng hàng không quốc gia Triều Tiên Air Koryo và The Pyongyang Times theo HTTP server header.
Theo tờ báo The Pyongyang Times, một phiên bản chính thức của Red Star OS 4.0 đã được phát triển kể từ tháng 1 năm 2019, với sự hỗ trợ mạng đầy đủ cũng như các công cụ quản lý hệ thống và dịch vụ. Theo trang NK Economy, phiên bản 4.0 dành cho server có thể đã được sử dụng trên khoảng 17 nghìn máy tính chủ và 72 nghìn máy tính cá nhân từ khoảng năm 2018.

## Lỗ hổng
Năm 2016, công ty bảo mật Hackerhouse đã tìm thấy lỗ hổng bảo mật trong trình duyệt web tích hợp Naenara. Lỗ hổng này cho phép thực thi các lệnh trên máy tính nếu người dùng nhấp vào liên kết được chuẩn bị tương ứng. Điều này có thể là do sự cố khi xử lý các URL thực hiện các chức năng như Mailto hoặc lịch mà không có các tham số để dọn sạch các đoạn mã không mong muốn. Vì thế nên các máy tính bị khai thác hoàn toàn có thể bị hoặc chủ động vào các cuộc tấn công từ chối dịch vụ (DDoS).